# Sericostoma herakles
Sericostoma herakles là một loài Trichoptera trong họ Sericostomatidae. Chúng phân bố ở miền Cổ bắc.